# Proteuxoa adelphodes
Proteuxoa adelphodes är en fjärilsart som beskrevs av Oswald Beltram Lower 1902. Proteuxoa adelphodes ingår i släktet Proteuxoa och familjen nattflyn. Inga underarter finns listade i Catalogue of Life.